# Eugenio Peggio
Eugenio Peggio (Adria, 2 maggio 1929 – Roma, 8 aprile 1990) è stato un politico, giornalista ed economista italiano.

## Biografia
A neppure 16 anni prende parte, nel 1945, alla Resistenza in Veneto. Successivamente si laurea in scienze politiche e diventa giornalista pubblicista.
Nel 1950 si iscrive al Partito Comunista Italiano ed è collaboratore della sezione economica della Direzione nazionale fino a diventarne responsabile dal 1961 al 1966, poi diventa segretario del Cespe (Centro studi di politica economica che aveva fondato con Giorgio Amendola). Entra nel Comitato centrale del PCI dal decimo congresso, nel 1962 e da allora è uno degli economisti di riferimento del partito.
Viene eletto alla Camera dei deputati nel 1972 nella Circoscrizione Bologna-Ferrara-Ravenna-Forlì. Viene poi riconfermato a Montecitorio anche dopo le elezioni politiche del 1976 nella Circoscrizione Milano-Pavia e in quella legislatura è Presidente della Commissione Ambiente, territorio e lavori pubblici. È poi eletto nuovamente a Montecitorio anche dopo le elezioni del 1979 e del 1983. Conclude il proprio mandato parlamentare nel 1987.
È stato anche direttore della rivista Politica ed economia e presidente della Triennale di Milano. Dal febbraio 1989, fino a pochi mesi prima della morte, è presidente della Sipra.

## Opere
- Capitalismo italiano anni '70, Editori Riuniti, Roma, 1970.
- La crisi economica italiana, Rizzoli, Milano, 1976.
- 1992 la sinistra l'Europa l'Italia, Sperling & Kupfer, Milano, 1989.